# Rome: Total War — Barbarian Invasion
Rome: Total War — Barbarian Invasion — первое официальное дополнение к стратегической игре Rome: Total War, охватывающее период Великого переселения народов с 363 г. до 476 г. н. э. Обе половины Римской империи (Западная и Восточная) противостоят различным неримским фракциям. По ходу игры возможны самые разные союзы, но для победы большинству фракций необходимо контролировать провинции на территории Рима.
Feral Interactive выпустил версию для macOS 5 февраля 2010 года как часть «Золотого издания», и для iPad — 28 мая 2017 года. Обновление приложения c языковым пакетом для русского языка для iPad вышло 1 июня 2017 года и для iPhone — 9 мая 2019 года. Версия игры для Android вышла 18 июня 2019 года. 29 апреля 2021 года ремастер дополнения вышел в составе сборника Total War: ROME REMASTERED.

## Игровой процесс
Игровой процесс в основном идентичен оригинальной Rome: Total War с небольшими изменениями. В оригинальной кампании Рим по умолчанию был сильнее прочих фракций (кроме Египта и Британии, которые представляли для него значительную опасность), в Barbarian Invasion сохраняется паритет. Вместо трех римских семей и Сената в дополнении две римские фракции — Западная и Восточная, каждая уже с полутора десятками регионов на старте. Однако удержать регионы под контролем становится непростой задачей, особенно для Западной Римской империи, игра за которую имеет повышенную сложность. Стратегия иллюстрирует, как в IV-V веках Римской империи было тяжело поддерживать внутренний порядок и обороняться от ударов варваров.
В Barbarian Invasion городов примерно в полтора раза меньше, чем в оригинальном Rome: Total War, хотя размер игровой карты остался прежним. Появились новые города, которых не было в античности.
Главное новшество Barbarian Invasion — это ночные сражения, доступные полководцам высокого уровня. Темнота влияет на некоторые аспекты в игре: лучники ночью хуже видят, вследствие чего больше промахиваются, а также увеличивается шанс устроить успешную засаду. Большинство юнитов получили возможность переплывать реки во время боев.
Варварским фракциям добавлены новые здания и возможности развития городов, отсутствовавшие в оригинальной игре. Если варварская фракция теряет все свои поселения, то она не уничтожается, а становится ордой из кочевников и существует до тех пор, пока не будут убиты все представители правящего рода. Лишь после потери королевской семьи фракция разрушается. Данная особенность есть только у кочевых фракций (цивилизованные римляне и персы, оседлые варвары — саксы, кельты и алеманны, а также африканцы-берберы не смогут стать ордой).
Также в Barbarian Invasion сохранилась возможность изменения файла descr_strat.txt. В случае переноса фракций в этом файле из nonplayable в playable, фракция будет отображаться в меню как положено, с условиями победы и описанием и возможностью игры за неё.

### Религия
В игре присутствуют три религии: Христианство, Зороастризм и Язычество. В начале кампании в большинстве земель господствует язычество. Религия поселения зависит от количества верующих той или иной религии. Количество верующих в свою очередь зависит от их «прироста». Сам же «прирост» — это процентное соотношение верующих. Оно зависит от: от соседних областей (какая в них господствует религия) — 5 % прирост той религии, которая господствует в соседних областях (например две соседние языческие области и одна соседняя христианская — это 10 % прирост к язычеству и 5 % прирост к христианству), от персонажей, находящихся в данной области (от их религиозных взглядов, религиозных вещей, и свиты) и от религиозных построек в поселении (чем выше уровень религиозной постройки, тем больший процентный прирост она приносит). Если государственная религия или религия лидера фракции отличается от религии поселения, там могут возникнуть религиозные волнения, немного уменьшающие уровень общественного порядка в городе.

### Фракции
Игровые фракции:
- Западная Римская империя
- Восточная Римская империя
- Гунны
- Готы
- Сарматы
- Саксы
- Вандалы
- Алеманны
- Франки
- Империя Сасанидов

Следующие фракции являются неиграбельными в кампании, однако могут быть открыты через редактирование файлов игры:
- Остготы
- Кельты
- Славяне
- Берберы
- Роксоланы
- Бургунды
- Лангобарды
- Британские римляне

Неиграбельные фракции, доступны в режиме сражений :
- Повстанцы
- Повстанцы Западной Римской империи
- Повстанцы Восточной Римской империи

## Критика
| Сводный рейтинг       | Сводный рейтинг |
| Агрегатор             | Оценка          |
| --------------------- | --------------- |
| GameRankings          | 82,65 %         |
| Metacritic            | 82/100          |
| Иноязычные издания    |                 |
| Издание               | Оценка          |
| Eurogamer             | 8/10            |
| GameRevolution        | B               |
| GameSpot              | 8,2/10          |
| GameSpy               | [ 8 ]           |
| IGN                   | 8,8/10          |
| PC Gamer (US)         | 86 %            |
| PC Format             | 88 %            |
| Русскоязычные издания |                 |
| Издание               | Оценка          |
| «Игры Mail.ru»        | 8/10            |